# Aglaia (Gattin des Amythaon)
Aglaia (altgriechisch Ἀγλαΐα Aglaḯa, deutsch ‚Glanz, Pracht‘) ist in der griechischen Mythologie die Gattin des Amythaon, des Königs von Pylos. 
Sie ist die Mutter des Sehers und Arztes Melampus und des Bias.